# Elisabeth Zorghe (godshuis)
De godshuizen Elisabeth Zorghe waren een godshuisbeluik in Brugge, gesticht in het begin van de zeventiende eeuw.

## Geschiedenis
De godshuizen Elisabeth Zorghe bestonden uit vijftien huisjes in de Kleine Carmersstraat (voorheen Bachten Carmers' Choor en veel later de Elisabeth Zorghestraat) en drie huisjes in de Rijkepijndersstraat.
De stichteres, Elisabeth Zorghe, (1571-1 februari 1654) was ongehuwd en besteedde haar vermogen aan goede werken.
Haar erfenis werd voor de helft geschonken aan de paters karmelieten die hun klooster hadden in de Carmersstraat. Ze werd in hun kerk begraven voor het altaar gewijd aan Onze-Lieve-Vrouw. De andere helft van de erfenis ging naar een fundatie die moest zorgen voor de onderhoud van de door haar gestichte godshuizen.
De Kleine Carmersstraat, gelegen net achter het Carmersklooster, was bekend als een straat van bordelen ('Het Wit Huys') en 'badstoven' ('Het Swaenken'). Elisabeth Zorghe kocht deze en andere huizen op en maakte ze met de grond gelijk. In 1624 kocht ze ook nog vier huisjes die paalden aan haar eigendom en tevens uitweg hadden in de Rijkepijndersstraat. In 1625 kocht ze ook het huis 'De Tanghe' in de Rijkepijndersstraat.
In 1631 kreeg ze vergunning om de in totaal dertien godshuizen die ze ondertussen had gebouwd, als een liefdadige instelling erkend te zien. Ze kreeg een notariële stichtingsbrief ter bevestiging. De huisjes in de Kleine Carmersstraat stonden ter beschikking van ongehuwde vrouwen en die in de Rijkepijnderstraat van weduwen. De vrouwen moesten vijftig jaar of ouder zijn, van goede naam en faam en niet verdacht van ketterij.
De prior van het karmelietenklooster Eliseus Van den Steene werd als oppervoogd aangesteld, en zou hierin later opgevolgd worden door de gemeenschap van in kapittel vergaderde paters. Elisabeth Zorghe was, zolang ze leefde, de opzichtster die de huisjes toewees. Na haar dood werd dit door een aangestelde 'toezienighe' gedaan, die zelf in een van de godshuizen woonde. Voor het bewaren van de archieven van de stichting liet Elisabeth een kist maken met vier sloten. De eerste sleutel behoorde aan de prior van de Carmers, de tweede aan de dis van de Sint-Salvatorskerk, de derde en de vierde aan twee aangestelde voogden. De kist werd bewaard in het klooster van de karmelieten.
Tussen de huizen in lag een afgesloten boomgaard, waarvan de vruchten aan de bewoonsters ten goede kwamen, zonder dat ze nochtans zelf toegang hadden tot die tuin.
Zoals in de meeste godshuizen bestond een reglement dat de bewoonsters moesten naleven, zeker als ze het toegezegde maandelijks hulpgeld wilden ontvangen.
In 1754 namen de Oostenrijkers beslissingen die het bezit van goederen door stichtingen en niet aan erfrecht onderhevige instellingen (de "dode hand") wilden bemoeilijken. De stichting Elisabeth Zorghe moest de hofstede in Mannekensvere verkopen, en kocht met het ontvangen bedrag renten, die in de volgende jaren minder waard zouden worden.
In 1796 kwam het einde aan de stichting, die zoals alle godshuizen, eigendom werd van de Commissie van Burgerlijke Godshuizen. In 1897 werd de tuin aangewend om er negen nieuwe godshuisjes te bouwen, wat het totaal op negen huizen op de straatkant bracht, en zes op de binnenplaats. De drie andere huisjes op de binnenplaats werden bij het godshuis Paruitte gevoegd. 
In 1921 luidde het einde voor de godshuizen op die plek. De brouwerij Den Arend kende expansie en had nood aan bijkomende lokalen. De heren De Meulemeester lieten hun ogen vallen op de godshuizen en begonnen besprekingen met de stad en met de Burgerlijke Godshuizen om ze te mogen aankopen. Na een paar jaar discussie ging de stad daar op in, en op 24 maart 1923 werden 24 godshuizen in de Elisabeth Zorghestraat en Rijkepijndersstraat openbaar verkocht. 'Den Arend' was de hoogste bieder. Korte tijd na de aankoop werden alle huisjes gesloopt en bouwde de brouwerij een grote opslagplaats.
Er was echter tegelijk een afspraak gemaakt met de brouwerij, die zich had verbonden een even groot aantal godshuizen te bouwen in de nieuw aangelegde Stijn Streuvelsstraat. Elisabeth Zorghe, Paruitte en De Schippers begonnen daar aan een nieuw verhaal. 